# Monestier-du-Percy
Monestier-du-Percy (Le Monestier-du-Percy jusqu'au 31 décembre 2022) est une commune française située dans le département de l'Isère en région Auvergne-Rhône-Alpes.
Situé dans le sud du département, le village de Monestier-du-Percy appartient au canton de Clelles dans la région naturelle du Trièves, à une altitude de 787 m.
Ses habitants sont appelés les Moneterous.

## Géographie
Le Monestier, située au sud de son département se présente comme un bourg modeste à l'aspect essentiellement rural, entouré de quelques hameaux dans un secteur de moyenne montagne correspondant à la région naturelle du Trièves.
La commune située à : 

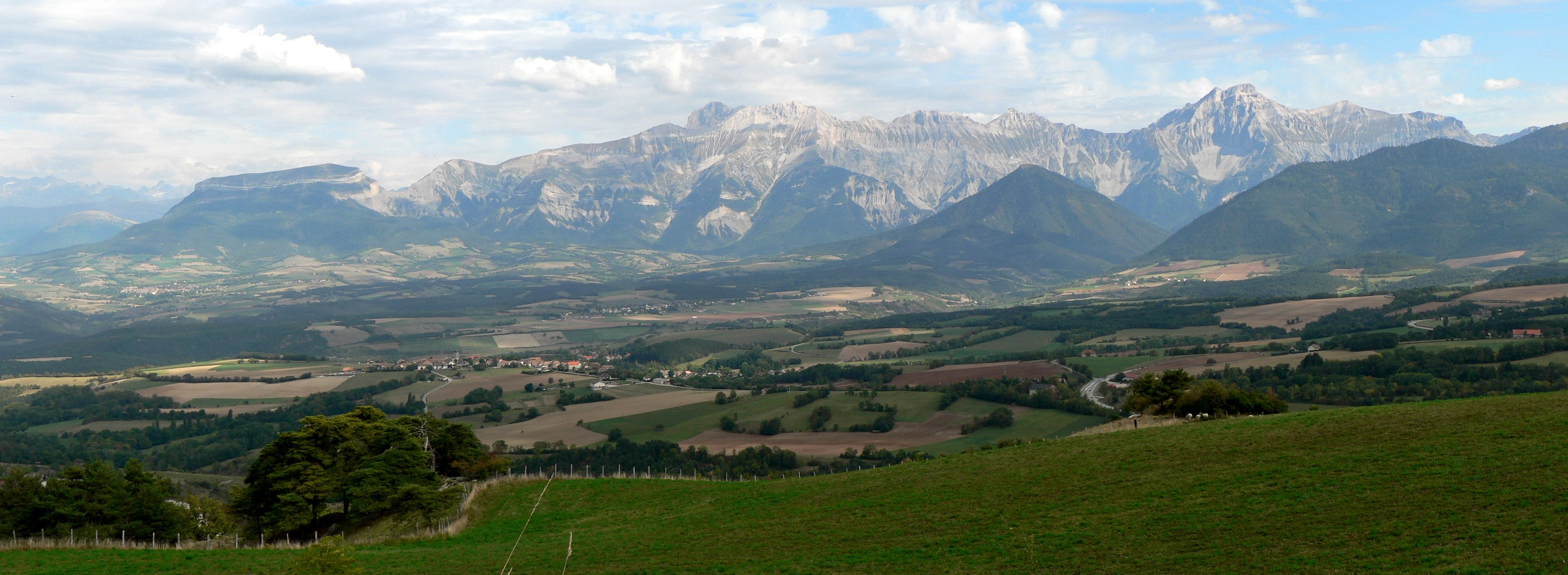
Le Monestier-du-Percy vue de Côte Bayard.

- 57 km de Grenoble (préfecture du département de l'Isère);
- 160 km de Lyon (préfecture de la région Auvergne-Rhône-Alpes);
- 180 km de Genève.

### Communes limitrophes
Le territoire de la commune du Monestier de Percy est limitrophe de cinq autres communes dont une située dans le département des Hautes-Alpes.
|              | Percy                             |                          |
| Chichilianne | Monestier-du-Percy                | Prébois                  |
|              | Chatillon-en-Diois (Hautes-Alpes) | Saint-Maurice-en-Trièves |

### Géologie
Vu depuis le sud, Le soubassement rocheux du Trièves est en grande partie formé par les terres noires du Jurassique supérieur, qui sont majoritairement recouvertes en surface par des alluvions quaternaires surtout formées de terrasses emboitées, d'origine rissiennes et wurmiennes.

### Climat
Pour des articles plus généraux, voir Climat d'Auvergne-Rhône-Alpes et Climat de l'Isère.
En 2010, le climat de la commune est de type climat des marges montargnardes, selon une étude du Centre national de la recherche scientifique s'appuyant sur une série de données couvrant la période 1971-2000. En 2020, Météo-France publie une typologie des climats de la France métropolitaine dans laquelle la commune est exposée à un climat de montagne ou de marges de montagne et est dans la région climatique  Alpes du sud, caractérisée par une pluviométrie annuelle de 850 à 1 000 mm, minimale en été.
Pour la période 1971-2000, la température annuelle moyenne est de 9,7 °C, avec une amplitude thermique annuelle de 17,5 °C. Le cumul annuel moyen de précipitations est de 942 mm, avec 9,1 jours de précipitations en janvier et 6 jours en juillet. Pour la période 1991-2020, la température moyenne annuelle observée sur la station météorologique de Météo-France la plus proche, « Chichilianne », sur la commune de Chichilianne à 7 km à vol d'oiseau, est de 9,0 °C et le cumul annuel moyen de précipitations est de 1 252,5 mm,. Pour l'avenir, les paramètres climatiques de la commune estimés pour 2050 selon différents scénarios d'émission de gaz à effet de serre sont consultables sur un site dédié publié par Météo-France en novembre 2022.

### Hydrographie
Le territoire communal est bordé, dans sa partie orientale, par l'Ébron, d'une longueur de 32,1 km

### Voies de communication et transports publics
Le bourg accessible depuis Grenoble et Sisteron depuis la RD 252 par l'ancienne route nationale 75 devenue route départementale 1075, à la suite d'un déclassement.
Les aéroports les plus proches sont Grenoble et Lyon.

## Urbanisme

### Typologie
Au 1er janvier 2024, Monestier-du-Percy est catégorisée commune rurale à habitat dispersé, selon la nouvelle grille communale de densité à sept niveaux définie par l'Insee en 2022.
Elle est située hors unité urbaine. Par ailleurs la commune fait partie de l'aire d'attraction de Grenoble, dont elle est une commune de la couronne,. Cette aire, qui regroupe 204 communes, est catégorisée dans les aires de 700 000 habitants ou plus (hors Paris),.

### Occupation des sols

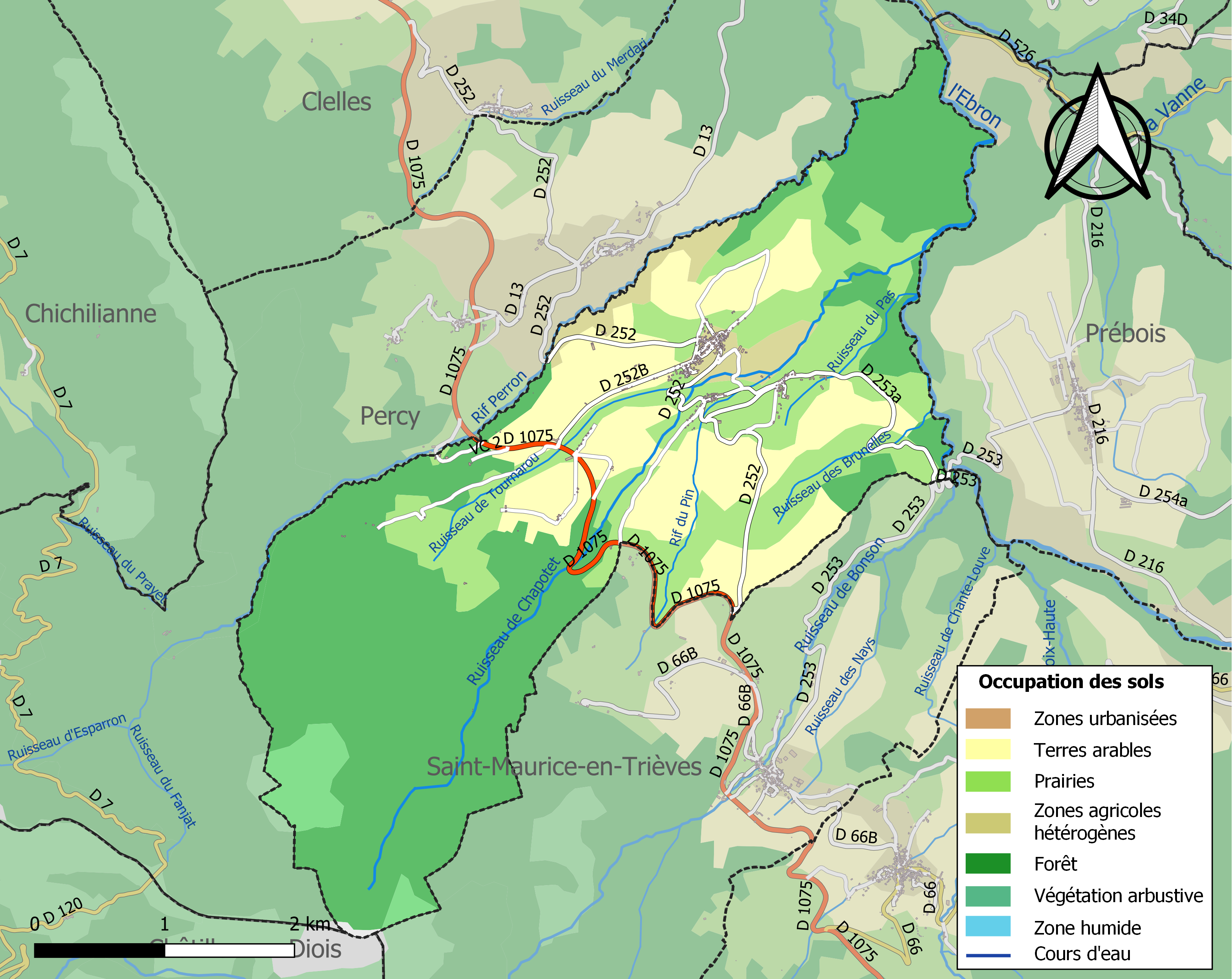
Carte des infrastructures et de l'occupation des sols de la commune en 2018 (CLC).

L'occupation des sols de la commune, telle qu'elle ressort de la base de données européenne d’occupation biophysique des sols Corine Land Cover (CLC), est marquée par l'importance des forêts et milieux semi-naturels (52,4 % en 2018), une proportion identique à celle de 1990 (52,4 %). La répartition détaillée en 2018 est la suivante : 
forêts (49,1 %), prairies (24,3 %), terres arables (19,6 %), zones agricoles hétérogènes (3,7 %), milieux à végétation arbustive et/ou herbacée (3,2 %), espaces ouverts, sans ou avec peu de végétation (0,1 %).
L'IGN met par ailleurs à disposition un outil en ligne permettant de comparer l’évolution dans le temps de l’occupation des sols de la commune (ou de territoires à des échelles différentes). Plusieurs époques sont accessibles sous forme de cartes ou photos aériennes : la carte de Cassini (XVIIIe siècle), la carte d'état-major (1820-1866) et la période actuelle (1950 à aujourd'hui).

### Hameaux, lieux-dits et écarts
La commune de Monestier-du-Percy regroupe les hameaux des Bayles et du Serre.

### Risques naturels et technologiques

#### Risques sismiques
L'ensemble du territoire de la commune du  Monestier-du-Percy est situé en zone de sismicité n°3, comme la plupart des communes de son secteur géographique. Elle se situe cependant au sud de la limite d'une zone sismique classifiée de « moyenne ».
| Type de zone | Niveau            | Définitions (bâtiment à risque normal) |
| ------------ | ----------------- | -------------------------------------- |
| Zone 3       | Sismicité modérée | accélération = 1,1 m/s2                |

## Histoire

### Les cloches de l'Eglise[18]
Le clocher actuel en dôme date de la reconstruction de 1911 après l'incendie qui a
ravagé l'ancien clocher le 19 décembre 1909.
On peut supposer que l'incendie a été violent car les cloches qui s'y trouvaient ont
disparu. Elles étaient trois, répertoriées dans l'ouvrage de G. Vallier (« Inscriptions
campanaires du département de l'Isère » - 1886).
Les deux cloches actuellement dans le clocher portent des inscriptions, comme la plupart des cloches … nom de la cloche, parrain et marraine, donateurs éventuels, date, nom du fondeur et quelquefois d'autres inscriptions spécifiques.
La petite cloche (diamètre 60 cm) est datée de 1769 et porte des inscriptions en latin,
avec quelques passages « usés », mais il s'avère que cette cloche était précédemment
dans l'église de Clelles et a dû être donnée à Monestier du Percy après l'incendie. Elle est répertoriée dans l'inventaire établi par G. Vallier sous le numéro 391.
La grosse cloche (diamètre 120 cm) est datée 1910 et a été fondue spécialement pour
l'église de Monestier du Percy.
Inscriptions du haut, côté nord :
« ELLES ETAIENT TROIS SOEURS MOINS HEUREUSES QUE LES TROIS HEBREUX DANS LA FOURNAISE. ELLES PERIRENT
LE 20 X 1909 »
« A LEUR PLACE JE LOUE DIEU J'APPELLE LE PEUPLE CHRETIEN A LA PRIERE JE PLEURE LES TREPASSES »
Inscriptions en haut côté sud :
« PIE X PAPE A.D. 1910 »
« P . E . HENRY EVEQUE »
« ALFRED BARBE CURE DU MONESTIER DU PERCY »
Inscriptions en bas côté sud :
« G. & F. PACCARD FONDEUR A ANNECY-LE-VIEUX HTE SAVOIE 1910 »

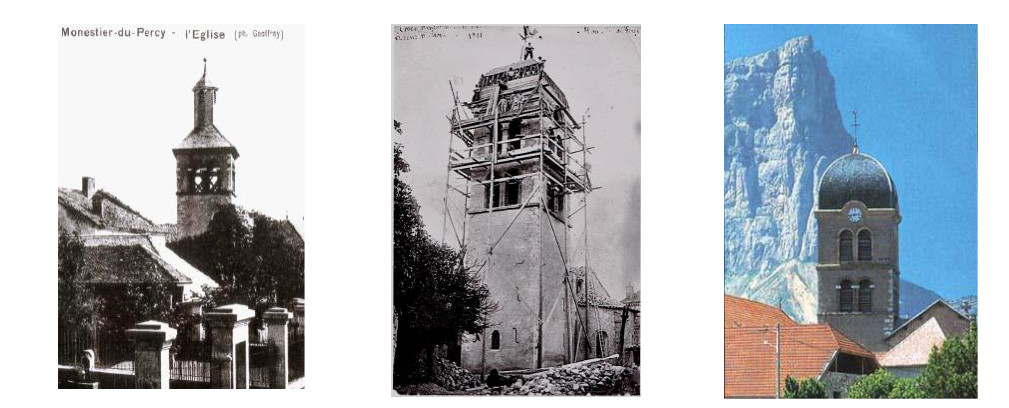

Les « trois sœurs » mentionnées sont sans doute les trois cloches d'avant l'incendie,
détruites par le brasier et leur chute. Elles portaient des inscriptions qui sont donc
connues par l'inventaire de 1886.
Les cadrans de l'horloge sont d'époques différentes. Celui du côté nord est signé
MAYET (horloger grenoblois) et les trois autres plus récents sont signés GERMAIN.
Dans le clocher, un vieux cadran antérieur, peut-être un vestige de l'incendie.
Cloche de 1769 (60 cm) Cloche de 1910 (120 cm) Détails - cloche 1910
Les « trois sœurs » mentionnées sont sans doute les trois cloches d'avant l'incendie,
détruites par le brasier et leur chute. Elles portaient des inscriptions qui sont donc
connues par l'inventaire de 1886.
Les cadrans de l'horloge sont d'époques différentes. Celui du côté nord est signé
MAYET (horloger grenoblois) et les trois autres plus récents sont signés GERMAIN.
Dans le clocher, un vieux cadran antérieur, peut-être un vestige de l'incendie.
Cadran Mayet (nord) Cadrans Germain (E, S, O) La tringlerie des cadrans Vieux cadran Mayet.
L'horloge automatique règle la sonnerie des heures avec un marteau sur la grosse
cloche, mais chaque cloche dispose d'une roue et d'une corde pour une utilisation manuelle de la mise en mouvement du battant.
Les cloches de 1851 étaient dénommées « Marie Clémence La Désirée » et « Marie Séraphine Henriette »

### Tourisme et économie d'antan
Un bar-restaurant existait sur la place du village, en face de la porte de l’Église, il était tenu par Marie-Louise Giraud. En 1964, ouvrira l'hôtel-bar-restaurant "Chez Giraud" (fils de Marie-Louise) dans le centre du village (actuelle route de la remise). Celui-ci fermera à son tour ses portes en 1988 après 54 ans d'exploitation. Un nouveau bar-restaurant sera de nouveau repositionné sur la place du village dans un bâtiment acheté et rénové par la commune dans les années 1990.

## Politique et administration

### Liste des maires
| Période                                  | Période  | Identité         | Étiquette      | Qualité                     |
| ---------------------------------------- | -------- | ---------------- | -------------- | --------------------------- |
| 1992                                     | 1997     | Gilbert Charière |                |                             |
| 1997                                     | 2014     | Samuel Martin    | DVG            | Maître de conférence        |
| 2014                                     | 2020     | Nathalie Péro    | Sans étiquette | Salariée du secteur médical |
| 2020                                     | en cours | Robert Cuchet    | DVG            | Retraité                    |
| Les données manquantes sont à compléter. |          |                  |                |                             |

## Population et société

### Démographie
L'évolution du nombre d'habitants est connue à travers les recensements de la population effectués dans la commune depuis 1793. Pour les communes de moins de 10 000 habitants, une enquête de recensement portant sur toute la population est réalisée tous les cinq ans, les populations de référence des années intermédiaires étant quant à elles estimées par interpolation ou extrapolation. Pour la commune, le premier recensement exhaustif entrant dans le cadre du nouveau dispositif a été réalisé en 2008.

En 2022, la commune comptait 256 habitants, en évolution de +2,4 % par rapport à 2016 (Isère : +3,07 %, France hors Mayotte : +2,11 %).
| 1793 | 1800 | 1806 | 1821 | 1831 | 1836 | 1841 | 1846 | 1851 |
| ---- | ---- | ---- | ---- | ---- | ---- | ---- | ---- | ---- |
| 273  | 322  | 336  | 331  | 356  | 310  | 537  | 538  | 523  |

| 1856 | 1861 | 1866 | 1872 | 1876 | 1881 | 1886 | 1891 | 1896 |
| ---- | ---- | ---- | ---- | ---- | ---- | ---- | ---- | ---- |
| 488  | 503  | 512  | 494  | 620  | 507  | 470  | 432  | 408  |

| 1901 | 1906 | 1911 | 1921 | 1926 | 1931 | 1936 | 1946 | 1954 |
| ---- | ---- | ---- | ---- | ---- | ---- | ---- | ---- | ---- |
| 367  | 353  | 343  | 277  | 293  | 290  | 283  | 229  | 214  |

| 1962 | 1968 | 1975 | 1982 | 1990 | 1999 | 2006 | 2008 | 2013 |
| ---- | ---- | ---- | ---- | ---- | ---- | ---- | ---- | ---- |
| 203  | 181  | 153  | 146  | 166  | 166  | 210  | 222  | 248  |

| 2018 | 2022 | - | - | - | - | - | - | - |
| ---- | ---- | - | - | - | - | - | - | - |
| 252  | 256  | - | - | - | - | - | - | - |

### Enseignement
Rattachée à l'académie de Grenoble, la commune héberge une école élémentaire et maternelle.

### Équipements
La commune de Monestier du Percy dispose des équipements suivants :
- Points d'apports volontaires, et déchetterie (à proximité)
- Agence postale
- Salle polyvalente/salle des fêtes
- Terrain multisports
- Un bar/restaurant multiservices (fermé, actuellement en recherche de gérance)
- En construction : relais d'assistance maternelle (RAM).

### Médias
Historiquement, le quotidien régional Le Dauphiné libéré consacre, chaque jour, y compris le dimanche, dans son édition de Romanche et Oisans, un ou plusieurs articles à l'actualité de la communauté de communes, du canton, ainsi que des informations sur les éventuelles manifestations locales.

### Cultes
L'église (propriété de la commune) et la communauté catholique du Monestier-du-Percy dépendent de la paroisse Notre-Dame d'Esparron (Relais du Lac), elle-même rattachée au diocèse de Grenoble-Vienne.

## Économie
La commune essentiellement rurale compte un restaurant/Bar, notamment L'Aller-retour dans le village du Monestier avec dépôt de pain, point presse et point retrait d'argent ainsi que quelques Commerçants itinérants.

## Culture et patrimoine

### Patrimoine religieux
L'église paroissiale Saint-Pierre-et-Saint-Paul, datée de 1278. Des fresques médiévales y ont récemment été mises au jour. Cette église constitue l’élément de patrimoine le plus remarquable de Monestier-du-Percy.

### Personnalités liées à la commune
- Nans Peters, coureur cycliste, vainqueur d'une étape du Giro italien durant l'été 2019.

### Héraldique
|  | Monestier-du-Percy possède des armoiries dont l'origine et le blasonnement exact ne sont pas disponibles. |